# Оватинское сельское муниципальное образование
Оватинское сельское муниципальное образование — сельское поселение в Целинном районе Калмыкии. Административный центр и единственный населенный пункт в составе СМО — село Овата.

## География
Оватинское СМО  расположено в северной части Целинного района, в пределах Ергенинской возвышенности.
СМО граничит:
- на юге - с Бага-Чоносовским и Найнтахинским СМО,
- на западе - с Чагортинским СМО и Ростовской областью
- на севере - с Кегультинским СМО Кетченеровского района
- на востоке - с Шаттинским СМО Кетченеровского района

Общая площадь земель в границах СМО - 52254га, в том числе: земли сельхозназначения - 50103 га (пашня - 9983 га, пастбища - 40111 га, многолетние насаждения - 9 га).

## История
Оватинский поссовет был образован 4 декабря 1938 года Указом Президиума Верховного Совета РСФСР за счет разукрупнения Багачоносовского сельского совета.
Современные границы СМО установлены Законом Республики Калмыкия от 25 декабря 2002 года № 275-II-З "Об установлении границ территории Оватинского сельского муниципального образования Республики Калмыкия".

## Население
| 2002 | 2010 | 2011 | 2012 | 2013 | 2014 | 2015 |
| ---- | ---- | ---- | ---- | ---- | ---- | ---- |
| 826  | ↘742 | ↗744 | ↘733 | ↘729 | ↘714 | ↘689 |
| 2016 | 2017 | 2018 | 2019 | 2020 | 2021 |      |
| ↘685 | ↘683 | ↘665 | ↗666 | ↘662 | →662 |      |

### Национальный состав
По данным Всероссийской переписи населения 2010 года:
| Национальность | Численность (чел.) | Процентное соотношение |
| -------------- | ------------------ | ---------------------- |
| Русские        | 387                | 52,16%                 |
| Калмыки        | 226                | 30,46%                 |
| Даргинцы       | 60                 | 8,09%                  |
| Чеченцы        | 41                 | 5,53%                  |
| Другие         | 22                 | 2,96%                  |
| Не указана     | 6                  | 0,80%                  |
| Всего          | 742                | 100,00%                |